# Jonne (stripreeks)
Jonne was een Nederlandse stripreeks die werd getekend door striptekenaar Gerrit Stapel en geschreven door diens zoon Steven Stapel. Het is een historische avonturenstrip die speelt in de zeventiende eeuw als er oorlog dreigt tussen Republiek der Zeven Verenigde Nederlanden en Engeland. Jonne Semeynsz, een jongen uit De Rijp, krijgt een mysterieuze edelsteen in bezit, wat leidt tot een speurtocht die hem uiteindelijk naar Londen leidt.

## Publicatie
De stripreeks werd van 1978 tot 1981 gepubliceerd in het jeugdweekblad Donald Duck. De eerste twee verhalen werden in 1980 in één album uitgegeven door uitgeverij Oberon en in 1984 werden het derde en vierde verhaal uitgegeven door uitgeverij De Lijn, elk in eigen albums als de delen 32 en 39 van de reeks Bibliotheek van het Nederlandse Beeldverhaal.